# Liste der Einträge im National Register of Historic Places im Jefferson County (Tennessee)
Diese Liste der Einträge im National Register of Historic Places im Jefferson County (Tennessee) enthält alle im Jefferson County, Tennessee in das National Register of Historic Places eingetragenen Gebäude, Bauwerke, Objekte, Stätten oder historischen Distrikte.
Diese Liste entspricht dem Bearbeitungsstand des National Park Service/National Register of Historic Places vom 11. Oktober 2024.

## Legende
| NRHP | Historic Place             |
| HD   | National Historic District |

## Aktuelle Einträge
| [ 2 ] | Name                            | Bild                           | Eintragsdatum                  | Lage                                                                                       | Ort               | Beschreibung |
| ----- | ------------------------------- | ------------------------------ | ------------------------------ | ------------------------------------------------------------------------------------------ | ----------------- | ------------ |
| 1     | Branner-Hicks House             | Branner-Hicks House            | 9. Juli 1974 ID-Nr. 74001919   | östlich von Jefferson City an der Chucky Road 36° 7′ 36,1″ N, 83° 28′ 32,5″ W              | Jefferson City    |              |
| 2     | Cherokee Hydroelectric Project  | Cherokee Hydroelectric Project | 11. Aug. 2017 ID-Nr. 100001468 | 450 Powerhouse Road 36° 9′ 58″ N, 83° 29′ 54″ W                                            | Rutledge          |              |
| 3     | Christ Temple AME Zion Church   | weitere Bilder                 | 9. Nov. 2005 ID-Nr. 05001221   | 235 E. Meeting Street 36° 1′ 12,8″ N, 83° 24′ 32,3″ W                                      | Dandridge         |              |
| 4     | Cox’s Mill                      | Cox’s Mill                     | 27. Jan. 1983 ID-Nr. 83003041  | nördlich von Jefferson City an der Fielden's Store Rd. 36° 9′ 24″ N, 83° 31′ 34″ W         | Jefferson City    |              |
| 5     | Dandridge Historic District     | weitere Bilder                 | 22. Jan. 1973 ID-Nr. 73001792  | im Ortszentrum an der Main, Meeting und Gay Sts. 36° 1′ 0″ N, 83° 24′ 53″ W                | Dandridge         |              |
| 6     | Fairfax                         | weitere Bilder                 | 13. Apr. 1973 ID-Nr. 73001795  | südöstlich von White Pine, in der Nähe der U.S. Route 25E 36° 4′ 4″ N, 83° 15′ 9″ W        | White Pine        |              |
| 7     | Fairvue                         | Fairvue                        | 12. Apr. 1982 ID-Nr. 82003978  | Andrew Johnson Highway 36° 8′ 27″ N, 83° 27′ 50″ W                                         | Jefferson City    |              |
| 8     | Lawson D. Franklin House        | Lawson D. Franklin House       | 13. Apr. 1973 ID-Nr. 73001796  | südöstlich von White Pine, in der Nähe der U.S. Route 25E 36° 5′ 18″ N, 83° 15′ 35″ W      | White Pine        |              |
| 9     | Glenmore                        | Glenmore                       | 13. Apr. 1973 ID-Nr. 73001794  | U.S. Route 11E 36° 7′ 40″ N, 83° 28′ 59″ W                                                 | Jefferson City    |              |
| 10    | Hill-Hance House                |                                | 26. Aug. 1982 ID-Nr. 82003977  | östlich von Chestnut Hill, in der Nähe der U.S. Route 411 35° 56′ 28,3″ N, 83° 18′ 29,9″ W | Chestnut Hill     |              |
| 11    | New Market Presbyterian Church  | New Market Presbyterian Church | 1. Juli 1998 ID-Nr. 98000823   | 1000 W. Old Andrew Johnson Highway 36° 6′ 0″ N, 83° 33′ 7″ W                               | New Market        |              |
| 12    | Squirewood Hall                 | Squirewood Hall                | 16. Juli 1973 ID-Nr. 73001793  | Cherokee Drive 36° 0′ 55″ N, 83° 25′ 19,1″ W                                               | Dandridge         |              |
| 13    | Strawberry Plains Fortification |                                | 5. Feb. 1999 ID-Nr. 99000105   | Adresse nicht veröffentlicht                                                               | Strawberry Plains |              |